# Lilling
Lilling ist ein Gemeindeteil der Stadt Gräfenberg im Landkreis Forchheim (Oberfranken, Bayern) und eine Gemarkung.

## Geographie
Das Dorf Lilling liegt in 520 m auf der Hochfläche der Frankenalb am östlichen Rand des Gräfenberger Gemeindegebietes. Benachbarte Orte sind Sollenberg, Dorfhaus, Erlastrut und Wölfersdorf.
Die Gemarkung Lilling (Nummer 092693) hat eine Fläche von etwa 785 Hektar. Der Gemarkungsteil 0 liegt im Gemeindegebiet der Stadt Gräfenberg, auf ihm liegen die Gräfenberger Gemeindeteile Lilling und Sollenberg. Der Gemarkungsteil 1 liegt im Gebiet der Stadt Hilpoltstein, auf ihm liegen deren Gemeindeteile Wölfersdorf und Erlastrut.

## Geschichte
Der Ort wurde 1205 erstmals unter dem Namen „Lugelinge“ als Besitzung des Klosters Weißenohe erwähnt. Die Endung -ing im Ortsnamen weist auf eine bairische Ansiedlung hin, außerdem auch die Lage an der Westgrenze des bayrischen Nordgaues (entspricht in etwa der heutigen Oberpfalz). Anfangs zur Pfarrei Kirchrüsselbach gehörig, wurde Lilling im Jahr 1414 abgetrennt. Gemeinsam mit Hiltpoltstein, Wölfersdorf, Kemmathen und Großenohe bildete es die neue Pfarrei Kappel.
Nachdem das zur  Oberen Pfalz gehörende Dorf im Laufe der Reformation mehrere Glaubenswechsel durchmachen musste, fasste ab 1622 die Gegenreformation Fuß. Fortan wurde Lilling kirchlich von Weißenohe und dem ab 1669 wiedererrichten Kloster betreut.
Die Gemeinde Lilling mit den Gemeindeteilen Lilling, Erlastrut, Sollenberg und Wölfersdorf wurde im Zuge der Gebietsreform in Bayern aufgelöst. Zum 1. Mai 1978 wurden Lilling und Sollenberg in die Gemeinde Gräfenberg eingegliedert, Wölfersdorf und Erlastrut kamen zur Stadt Hiltpoltstein.

## Religion
Die Einwohner der Gegend um Lilling sind im Gegensatz zum restlichen Gräfenberger Gemeindegebiet traditionell katholisch. Kirchlich gehört Lilling zur Pfarrei St. Bonifatius in Weißenohe. Die örtliche Kirchweih wird am letzten Wochenende des Juni gefeiert. 

### Kapelle St. Marien
1817 errichtete ein Sollenberger Bauer die Kapelle St. Marien zwischen Lilling und Sollenberg. Ihr wurde zunächst der kirchliche Segen verweigert, bis sie 1872 wiedererrichtet und geweiht wurde. Unterhalten wird die Kapelle vom Verein Lillinger Kapelle. Nach Feuchtigkeitsschäden wurde die Kapelle in den vergangenen Jahren aufwändig saniert. Sie ist umgeben von vier Lindenbäumen, drei davon sind über 200 Jahre alt und wurden bei der Ersterrichtung gepflanzt. Der vierte wurde nach Pilzschäden durch eine Neupflanzung ersetzt. Die Bäume sind als Naturdenkmal ausgewiesen.

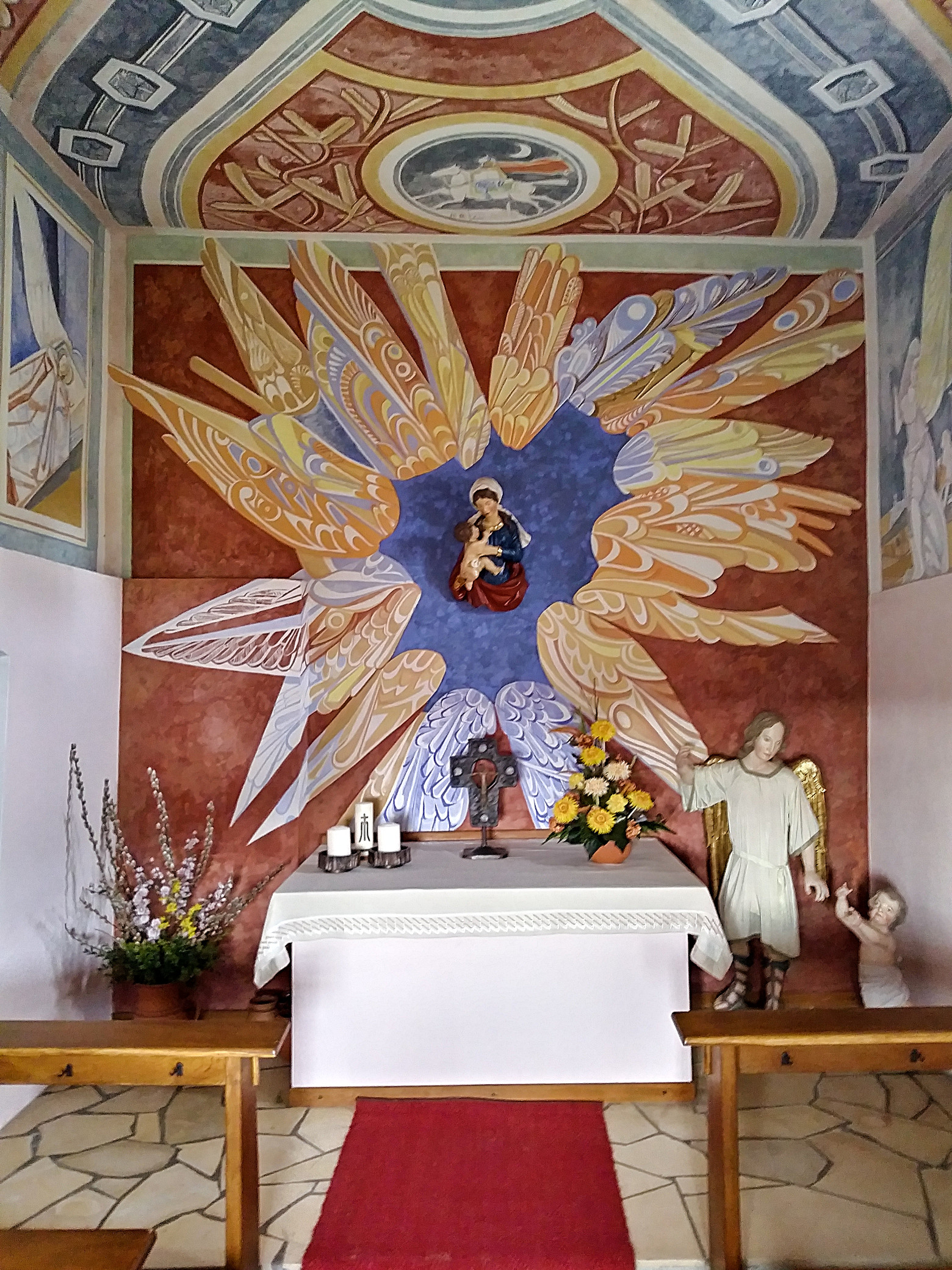
Innenraum der Lillinger Kapelle mit Mariendarstellung und reicher Ausmalung
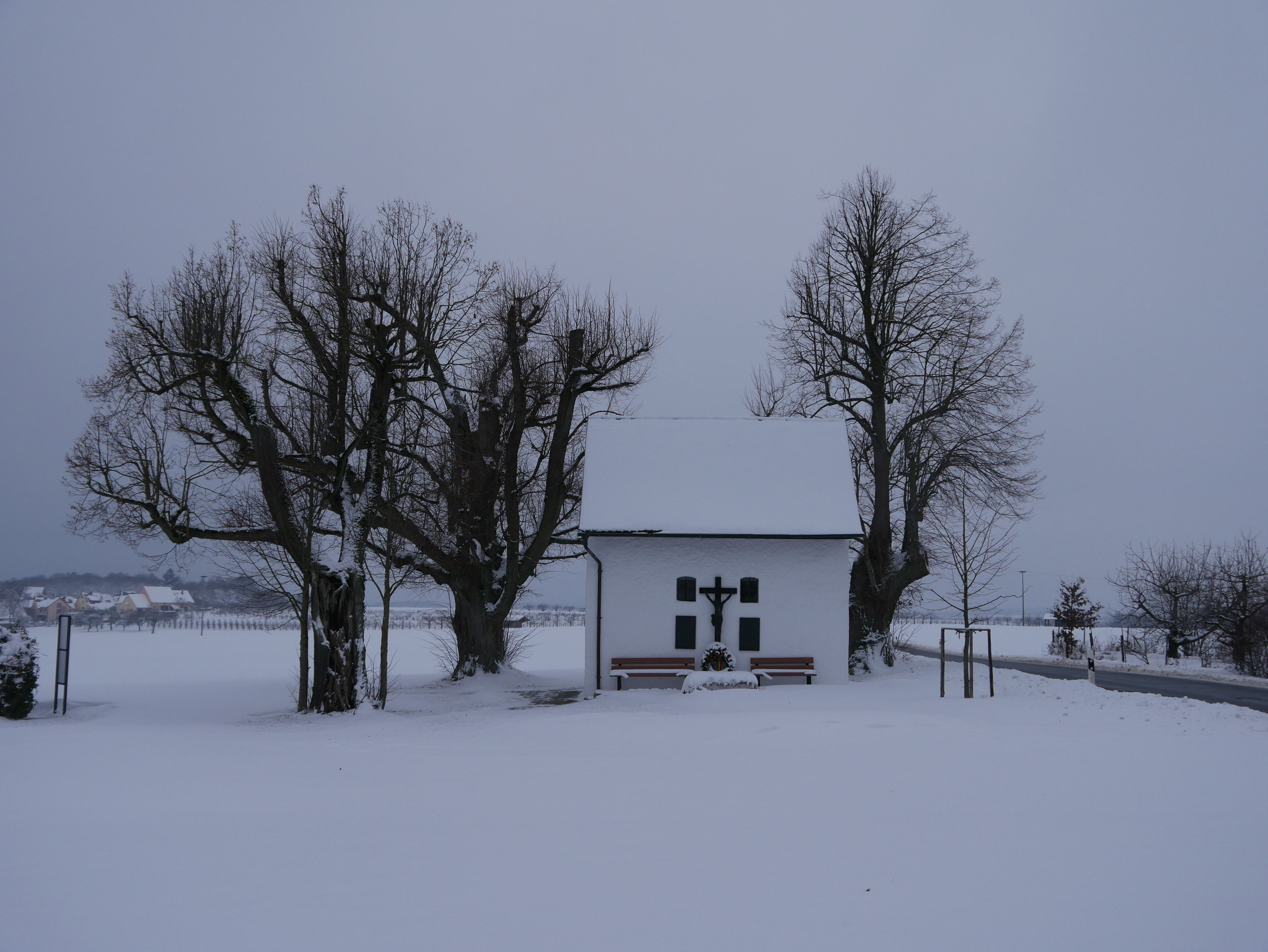
Die Lillinger Kapelle im Winter
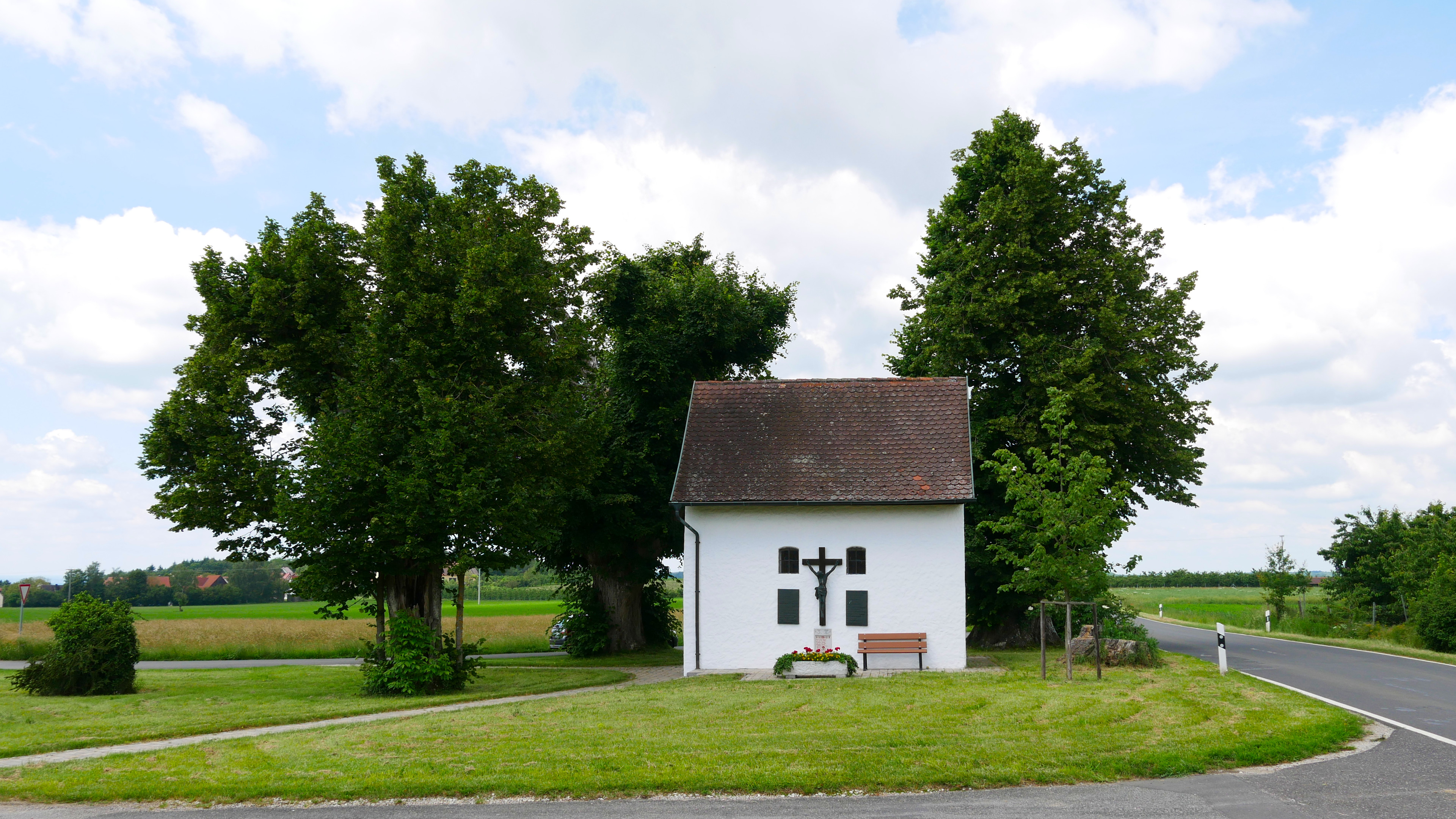
Lillinger Kapelle im Sommer

## Sehenswertes
Südlich der Ortslage entspringt die Lillach mit ihren sehenswerten Sinterstufen. Sie ist über mehrere Wanderwege vom Dorf aus erschlossen. Lilling ist bis heute landwirtschaftlich geprägt, vor allem durch Obst- und Hopfenanbau. Dort befindet sich ein Natur- und Agrarlehrpfad.
Die Lillinger Hopfenbauern bauen biologischen Hopfen an. Angebaut werden unter anderem die Hopfensorten Hersbrucker, Mandarina Bavaria, Cascade und Polaris.

## Galerie

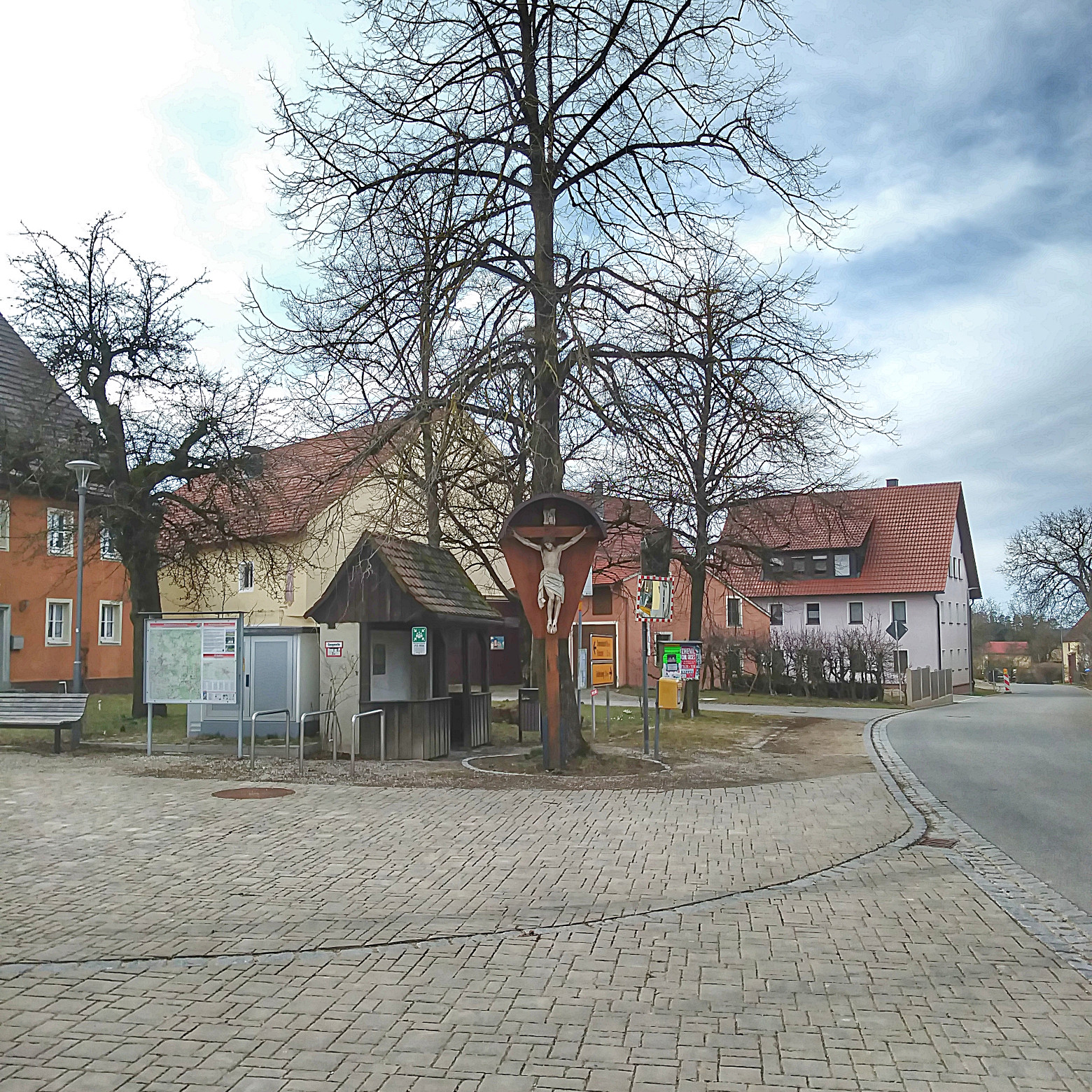
Dorfplatz in Lilling mit Kruzifix
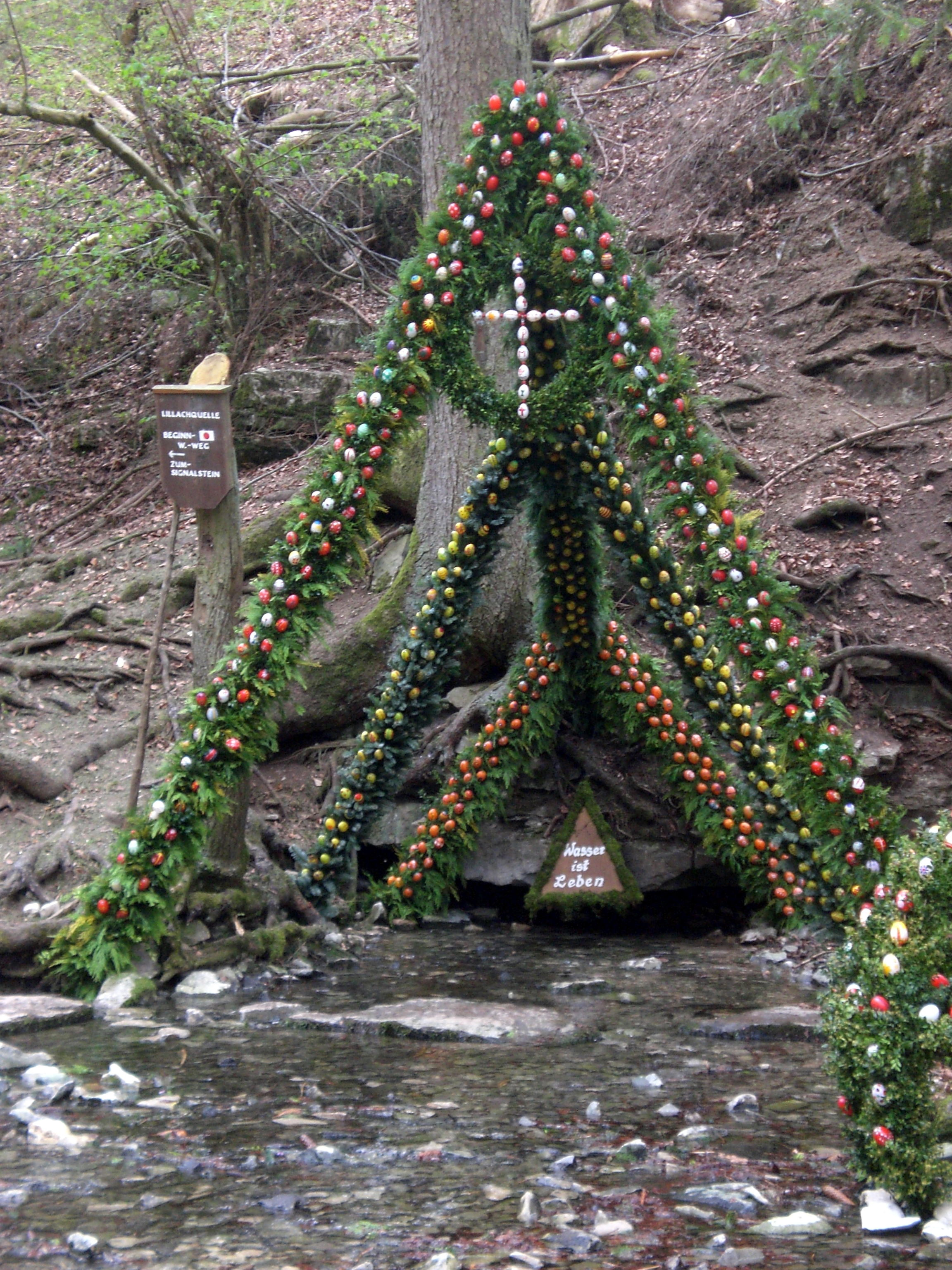
Jedes Jahr zu Ostern schmückt der Verein Lillinger Kapelle die Lillachqelle als Osterbrunnen
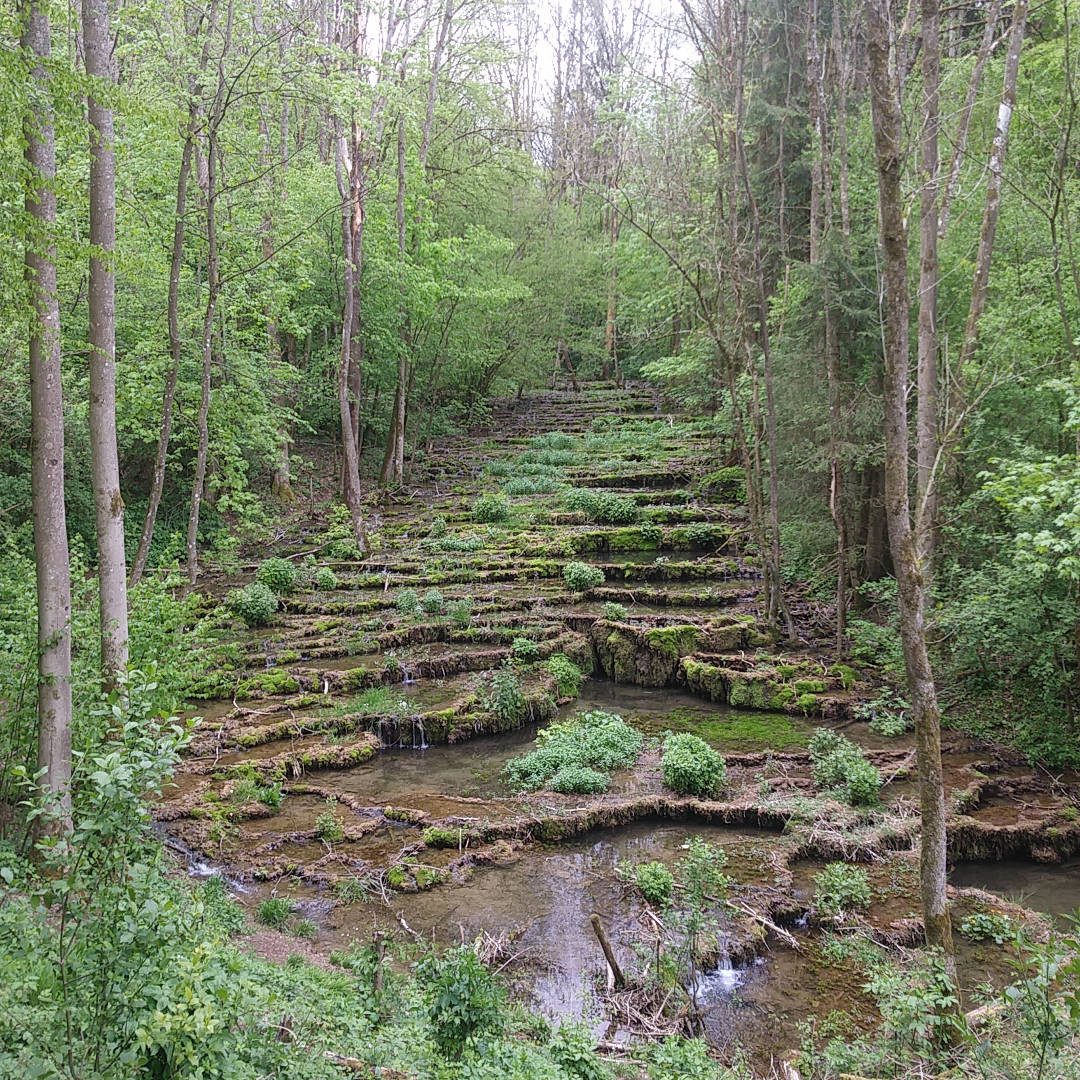
Die Sinterstufen an der Grenze der Gemarkung Lilling zu Weißenohe (hier bildet der Bach die Grenze)